# 谢拉镇
谢拉镇是西班牙马德里自治区的一个市镇。总面积58平方公里，总人口91人（2001年），人口密度2人/平方公里。